# Cenacolo marchigiano
Il Cenacolo marchigiano di Roma è un'associazione tra marchigiani istituita nel 1981 con lo scopo di mantenere vive le tradizioni religiose, morali, culturali e sociali delle Marche e coltivare le relazioni sociali fra i marchigiani residenti a Roma, nel territorio nazionale ed all'estero.

## Storia
Il 15 luglio 1981 dieci volenterosi, intraprendenti marchigiani residenti in Roma, con il consiglio e la guida del cardinale Giuseppe Paupini, marchigiano di Mondavio, guidati da Dante Flumini si rivolgevano al notaio Giancarlo Perrotta per costituire un'associazione tra marchigiani di Roma con la denominazione di Cenacolo marchigiano  .
Nei trent'anni di vita del sodalizio le attività dell'associazione sono andate via via aumentando: in questo senso si possono individuare quattro distinte fasi e precisamente la prima che va dal 1981 al 1989, caratterizzata da una continua crescita di soci sia residenti a Roma e provincia sia nel resto del Lazio. All'epoca gli incontri annuali erano quattro e celebravano il precetto pasquale, la domenica delle palme, la festa della mamma e di primavera, la commemorazione dei defuntied, infine, a dicembre la festa sociale. Ognuno di questi incontri era preceduto dalla celebrazione della Messa da parte del Card. Paupini, Direttore spirituale, coadiuvato dal fanese Mons. Delio Lucarelli. Al termine degli incontri seguiva sempre una agape fraterna cui partecipavano tanti soci effettivi, simpatizzanti, autorità e politici.
Col tempo si rilevò però l'assenza di momenti di aggregazione culturale e si pensò fosse utile prevedere incontri di carattere squisitamente culturale ed anche una pubblicazione dove dar voce al comune sentire e dove ospitare novità e fatti afferenti alla marchigianità: è questo il momento della nascita del periodico Il Cenacolo Marchigiano. Nel 1987, poi, con l'aiuto di generosi benefattori venne acquistata anche la sede sociale sita in via Matteo Boiardo 19, nel quartiere di San Giovanni.
Una seconda fase che va dal 1989 al 1990 fu caratterizzata da difficoltà di funzionamento dovuta a dissidi tra soci che però vennero superati non senza strascichi. Quindi dal 1990 al 1995 vennero a scomparire due figure tra le più eminenti dei fondatori, il Card. Paupini ed il Prof. Carusi, presidente in carica, eventi che avevano ancor più frenato gli entusiasmi dei soci con problematiche anche di carattere economico.
Nel 1995 con rinnovati organi sociali il sodalizio riprende vigore e comincia a conseguire successi ed affermazioni che fanno del Cenacolo un punto di riferimento tra le omologhe associazioni della capitale.
Così le quattro attività tradizionali sono state integrate da conferenze nella sede, da una gita annuale nelle Marche nonché visite ad organi istituzionali o di interesse storico, artistico e archeologico di Roma.
Pure interessante è stata l'apertura offerta ai soci del Cenacolo marchigiano per partecipare ai programmi del Pio Sodalizio dei Piceni .

## La rivista
Nel gennaio 1997 il periodico Il Cenacolo Marchigiano riprende la sua pubblicazione con cadenza trimestrale ed una tiratura di 2 500 copie, spedite gratuitamente a tutti i soci nonché alle autorità civili e religiose di Roma e delle Marche.

## Assistenti spirituali
Dopo la scomparsa del cardinalePaupisi hanno assunto la funzione di assistenti spirituali dell'associazione il fanese Delio Lucarelli, vescovo di Rieti e Giuseppe Tonello, Cancelliere del vicariato di Roma.

## I presidenti
I presidenti che si sono avvicendati dalla istituzione ad oggi sono cinque: Dante Flumini sino al 1985, Mario Carusi sino al 1992, Silvio Principi da marzo 1992 a maggio 1992, il prefetto Conforti sino al 1995 ed infine Duilio Benvenuti dal 1995 a tutto oggi.